# 隆格吕
隆格吕（法語：Longuerue，法語發音：[lɔ̃ɡʁy]）是法国滨海塞纳省的一个市镇，属于鲁昂区。

## 地理
隆格吕（49°32'49"N, 1°17'35"E）面积5.36 平方千米，位于法国诺曼底大区滨海塞纳省，该省份为法国北部沿海省份，其西部及北部濒大西洋英吉利海峡，东起顺时针与索姆省、瓦兹省、厄尔省和卡爾瓦多斯省接壤。
与隆格吕接壤的市镇（或旧市镇、城区）包括：布兰维尔-克勒翁、皮埃尔瓦勒、拉吕圣皮埃尔、圣日耳曼德塞苏尔、维约马努瓦尔。

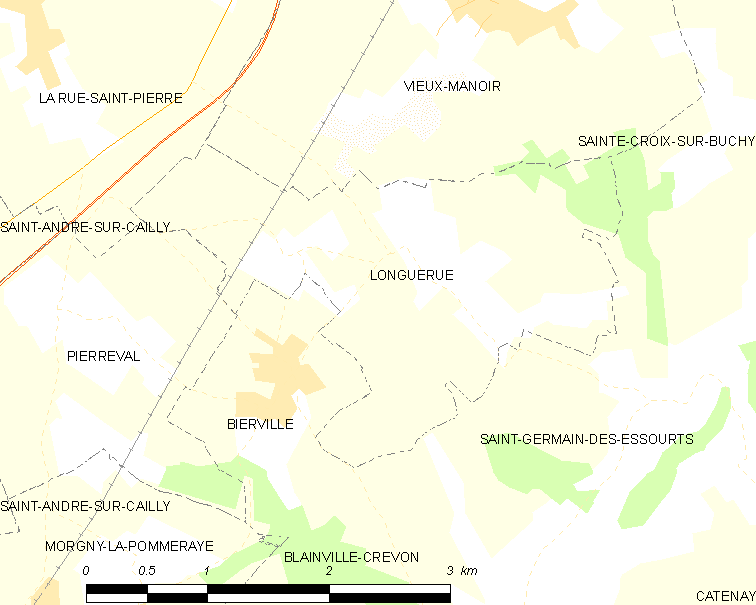
隆格吕的OSM定位图

隆格吕的时区为UTC+01:00、UTC+02:00（夏令时）。

## 行政
隆格吕的邮政编码为76750，INSEE市镇编码为76396。

## 政治
隆格吕所属的省级选区为勒梅尼勒埃纳尔县。

## 人口

1962-2008年间隆格吕人口变化图示

隆格吕于2022年1月1日时的人口数量为342人。